# Ernst Fries

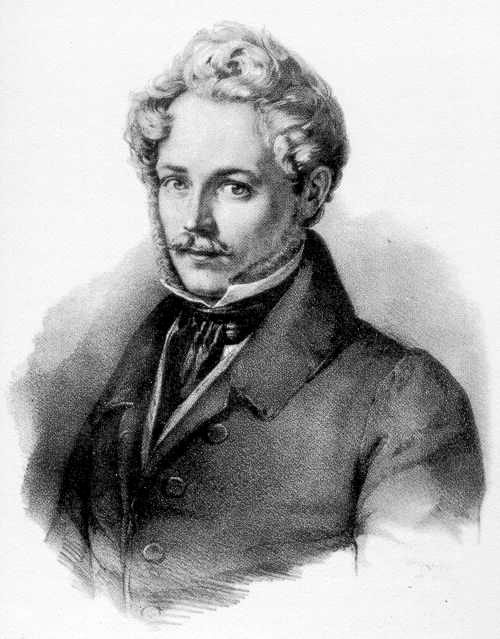
Ernst Fries, Selbstbildnis, um 1830; Lithografie von Franz Hanfstaengl

Adam Friedrich Carl Ernst Fries (* 22. Juni 1801 in Heidelberg, Kurpfalz; † 11. Oktober 1833 in Karlsruhe, Großherzogtum Baden) war ein deutscher Landschaftsmaler im Übergang von der Romantik zum Realismus. Er wurde in seiner Vaterstadt Heidelberg beigesetzt.

## Leben

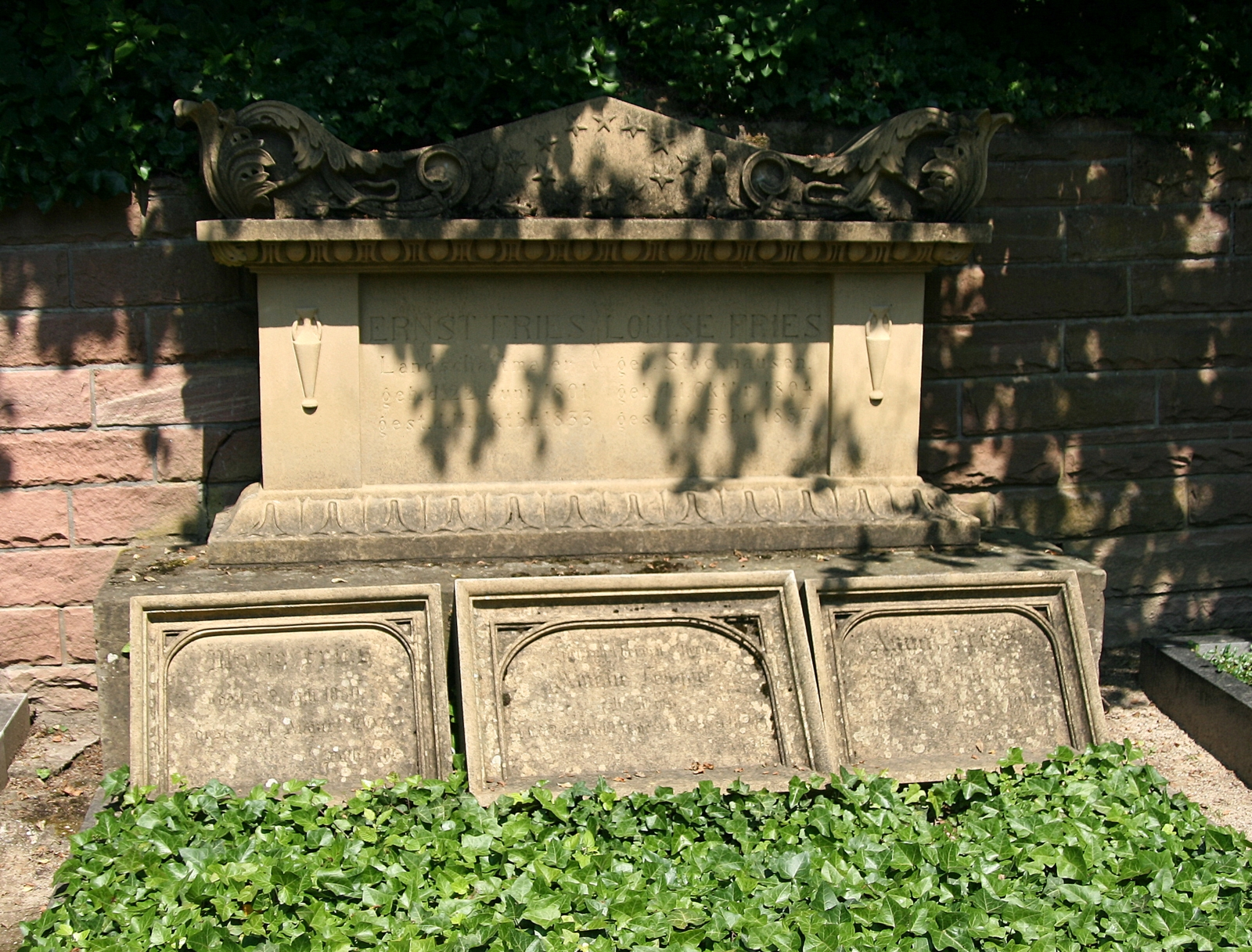
Grabanlage für den bedeutenden Landschaftsmaler Ernst Fries und seine Frau Louise. Bergfriedhof (Heidelberg) in der Abteilung E

Ernst Fries wurde als Sohn des Bankiers, Fabrikanten von Färberkrapp und Gemäldesammlers Christian Adam Fries in Heidelberg geboren. Die Liebe seines Vaters zur Kunst und die wohlhabenden Verhältnisse in seiner Familie ermöglichten ihm eine künstlerische Ausbildung und ein finanziell sorgenfreies Malen und Reisen. Die elterliche Kunstsammlung zeigte niederländische Kunst des 17. und 18. Jahrhunderts sowie zeitgenössische Werke. Auch seine beiden, fast zwanzig Jahre später geborenen Brüder, Wilhelm und Bernhard Fries, wurden Maler. Fries wurde Privatschüler im Erziehungsinstitut für Knaben des Heidelberger Kirchenrats Friedrich Heinrich Christian Schwarz, wo auch Turnen, Schwimmen und Zeichnen gelehrt wurden. 
Ab 1810 erhielt Ernst Fries zusammen mit Karl Philipp Fohr und Carl Rottmann Unterricht bei Friedrich Rottmann, dem Vater von Carl Rottmann, „Universitätszeichenmeister“ in Heidelberg, von 1815 bei Karl Kuntz in Karlsruhe, vor allem im Lavieren, Aquarellieren und in der Gouachemalerei. Mit dessen Sohn Rudolf Kuntz freundete er sich an. 1816 setzte Fries seine Studien in München fort. 1818 kam Fries nach Darmstadt, wo er sich bei Georg Moller in Perspektive und Architekturzeichnen ausbilden ließ.
Fries wandte sich mit den Jahren mehr und mehr der Landschaftsmalerei zu. Am 2. März 1818 schrieb er sich an der Münchner Akademie in den Fächern Landschaftsmalerei und Figurenzeichnen ein. Ernst Fries bereiste das Rheinland, Tirol und Salzburg. Von 1823 bis 1827 begab er sich auf die klassische Studienreise nach Italien. Von 1823 bis 1827 lebte er in Rom. Nach seiner Heimkehr hielt er in München auf, kehrte 1831 jedoch nach Karlsruhe, in die Nähe seiner Heidelberger Heimat zurück, wo er zum großherzoglich-badischen Hofmaler ernannt worden war.
Ernst Fries verstarb in Karlsruhe 1833 durch Suizid. Sein heutiges Grabmal ist eine Kunstharzkopie, durch die die zerfallende Original-Grabanlage aus Sandstein ersetzt wurde. Sie zeigt einen antikisierenden Sarkophag in Hausform, der an das Grabmonument Jean Jacques Rousseaus erinnert.

## Werk
In seiner römischen Zeit unternahm Fries zusammen mit verschiedenen Künstlerfreunden künstlerisch ungemein ertragreiche Reisen, die ihn zu einem guten Kenner der engeren und weiteren Umgebung Roms und Süditaliens werden ließen. Hier erfüllte sich seine Kunst und seine außergewöhnliche koloristische Begabung trat zutage. Seine italienischen Landschaften zeichnen sich durch poetische Auffassung der Natur und stilisierende Behandlung ihrer Formen aus, sind detailliert gezeichnet, von warmem, kräftigem, harmonischem Kolorit. Sie wirken beruhigt und sind weitgehend frei von romantischem Pathos. Dies und der Einsatz von tonigen Farben in lockerem, flüssigen Auftrag weist auf den beginnenden Realismus in der Landschaftsmalerei hin.

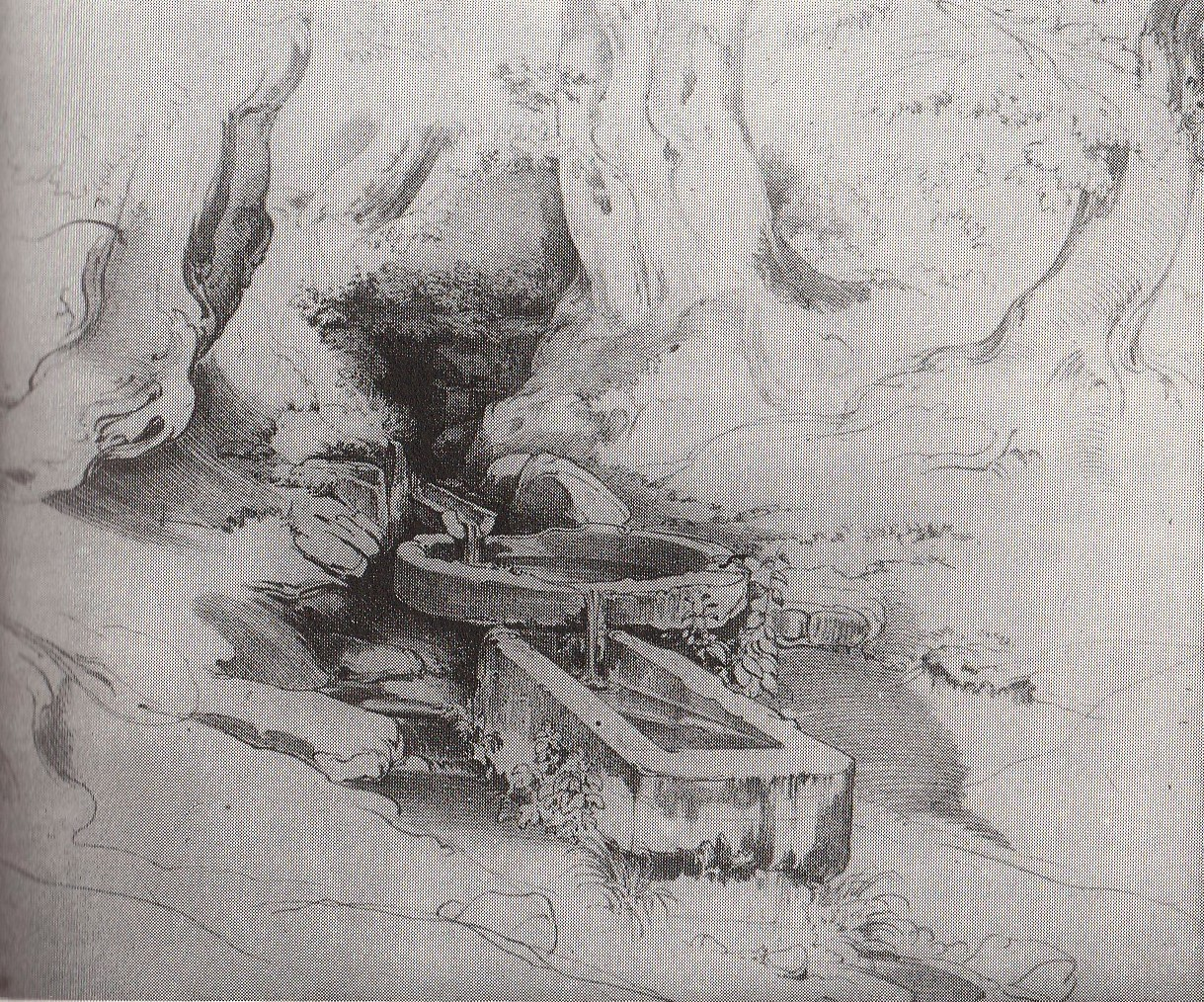
Lithografie des Drei-Tröge-Brunnen um 1830
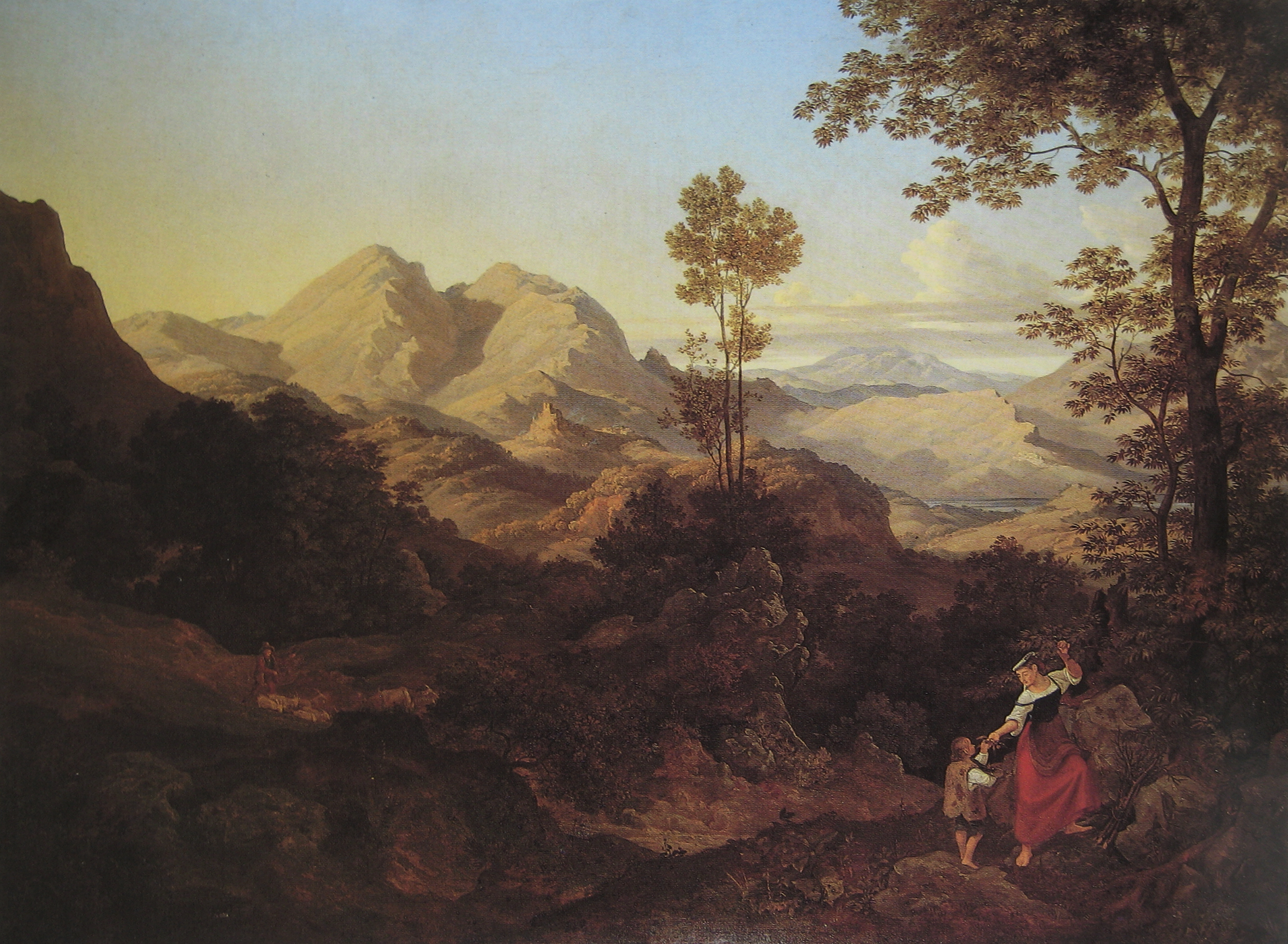
Italienische Gebirgslandschaft um 1827
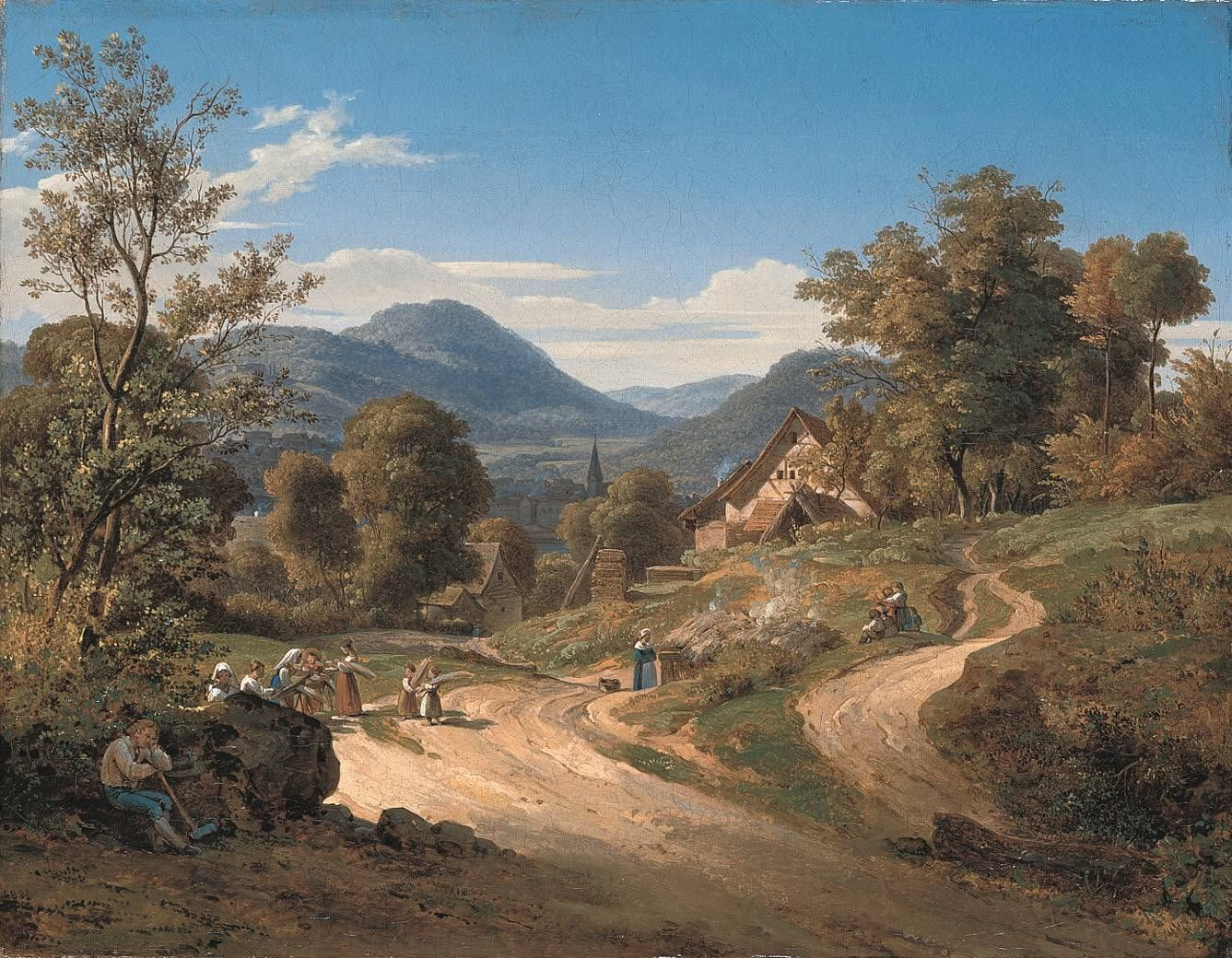
Blick von Kleingemünd auf Neckargemünd, 1828

Die Werke des Frühverstorbenen, Ölgemälde, Aquarelle, Zeichnungen und Druckgrafiken, zählen zum Besten der deutschen Kunst des frühen 19. Jahrhunderts. Mit Carl Rottmann und Karl Philipp Fohr zusammen bildete Ernst Fries das malerische Zentrum der Heidelberger Romantik. Eine reichhaltige Sammlung an Zeichnungen, Skizzenbüchern und Stichen befindet sich bei einer Nachfahrin in Deutschland im Privatbesitz. Seine Gemälde sind in verschiedenen Museen vertreten, z. B. den großen Gemäldegalerien und Graphiksammlungen Hamburg, Berlin, Dresden, Leipzig, Frankfurt, Darmstadt, Karlsruhe, Schweinfurt Museum Georg Schäfer, München und im Museum Oskar Reinhart in Winterthur. Das Kurpfälzische Museum in Heidelberg hat mit ca. 180 Arbeiten den umfassendsten Bestand an Werken von Ernst Fries. 1927, 1972 und 2001/2002 fanden dort große Sonderausstellungen statt.